# Onthophagus rugosipennis
Onthophagus rugosipennis är en skalbaggsart som beskrevs av Frey 1973. Onthophagus rugosipennis ingår i släktet Onthophagus och familjen bladhorningar. Inga underarter finns listade i Catalogue of Life.